# 키스톤 심포지아
키스톤 심포지아는 생명 과학 및 생명 의학의 다양한 연구 분야를 다루는 50-60개의 컨퍼런스와 심포지엄을 매년 개최하는 국제적으로 공인된 비영리 단체이다. 대부분의 컨퍼런스는 북미 서부 지역에서 개최되지만 컨퍼런스는 6개 대륙에서 개최된다. 이 조직은 또한 저소득층 배경을 가진 포스트닥 및 초기 경력 과학자들을 위한 펠로우쉽 프로그램을 개최한다. 키스톤 심포지움의 50주년 행사는 2022년에 개최되었다.

## 역사

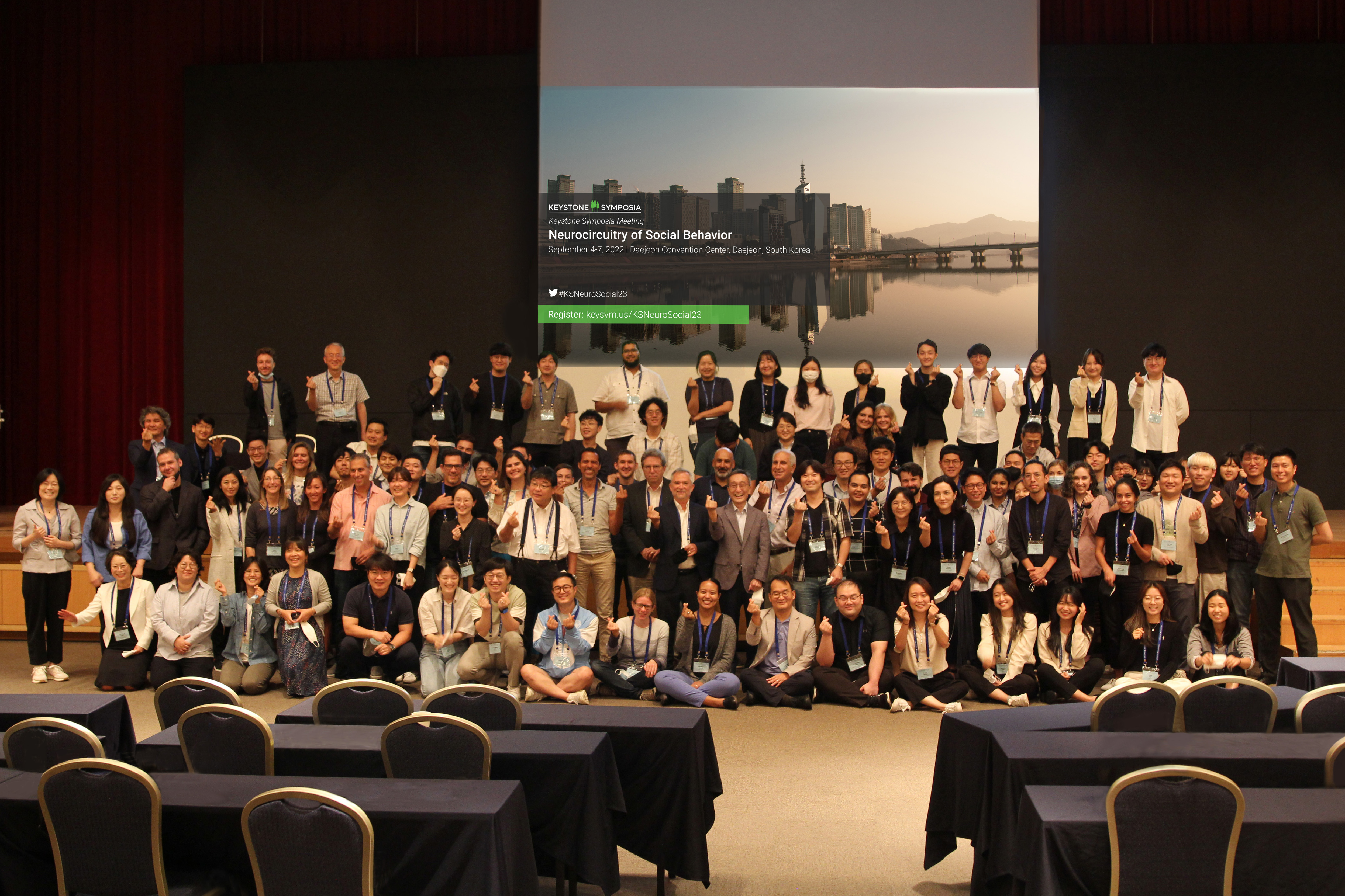
기초과학연구원 주최로 대전컨벤션센터에서 2022년 개최된 사회행동의 신경회로 키스톤 심포지엄 참가자들.

캘리포니아 대학교 로스앤젤레스(UCLA) 분자생물학 연구소의 미생물학 교수인 C. 프레드 폭스는 스키 리조트에 위치한 유럽 학회에서 영감을 받아서 국제 화학 및 핵 약학(ICN)의 후원으로 키스톤을 설립했다. 이 단체는 분자생물학에 관한 ICN-UCLA 심포지엄으로 명명되었고 막 연구에 초점을 맞춘 첫 번째 학회를 팔리세이드 타호에 있는 캘리포니아 스쿼밸리에서 개최했다. 초기 임무는 "기초 및 응용 생물학 연구의 새롭고 빠르게 부상하는 분야에서 연구하는 과학자들을 위한 학제 간 포럼을 제공하는 것"이었고 캘리포니아는 미국 동부에서 관련 학회의 수에 대한 균형추 역할을 하기 위해 선택되었다. 1981년 ICN과 1990년 UCLA와 관계가 단절되었다. [3] 키스톤은 콜로라도 실버손으로 이전하여 키스톤 센터의 한 부서가 되었다. 또한 이름은 분자 및 세포 생물학에 관한 키스톤 심포지엄으로 변경되었다. 키스톤 센터와의 협회는 7년 만에 종료되었다.
심포지엄은 캐나다에서 개최함을 시작으로써 2001년부터 국제적으로 개최되었다. 2005년에는 아시아, 2006년에는 유럽, 2007년에는 아프리카, 2009년에는 호주, 2013년에는 남미가 그 뒤를 이었다. 코로나19 범유행에 대응하여 2020년에 최초의 가상 회의가 열렸으며, 그 형식을 eSymposia라고 한다. 2년 후에는 키스톤 심포지엄의 50주년이 되었다. 그 당시까지 이 기구는 50만 명의 참석자와 약 1,600회의 회의를 개최했다.